# بيتر كولوم
بيتر كولوم (بالإنجليزية: Peter Cullum)‏ هو لاعب كرة قدم بريطاني، ولد في سبتمبر 1950 في نورفك في المملكة المتحدة.